# Pokolj Hrvata u Alžiru
Masakr radnika Hidroelektre bilo je masovno ubojstvo 12 zaposlenika hrvatske građevinske tvrtke Hidroelektra, koja je u to vrijeme bila ugovorena za izgradnju brane i cjevovoda u Alžiru.
Radnici su ubijeni 14. prosinca 1993. godine. Ubijeno je 12 radnika dok su dvojica samo ranjeni nožem.
Mjesni oranski biskup, Pierre Claverie koji je i sam kasnije ubijen, u svojoj homiliji je izjavio:
„Više naših je podlo ubijeno posljednjih tjedana jer su bili kršćani i zato što su njihovi bili u ratu protiv muslimana u Bosni. Radnici, daleko od svoje zemlje i svojih obitelji, ovi muškarci ništa drugo nisu tražili nego da žive u miru, stavljajući svoje znanje u službu Alžira. Smješteni četiri kilometra zračnom linijom od njihovog kampa u Tamesguidi, mi smo im doista najbliža kršćanska zajednica. Ne možemo ignorirati što se dogodilo. Ne možemo također ne osjećati se i izravno izloženima. Ali ako ušutimo, vadijsko kamenje natopljeno njihovom divljački razlivenom krvlju noćima će vikati.”

### Članci
- de Chergé, Christian. 2007. Ako prešutimo, vadijsko će kamenje vikati... 22. siječnja 1994. Nova prisutnost. Kršćanski akademski krug. Zagreb. 5 (2): 259–262